# Lehmkaul
Lehmkaul ist ein Weiler der Ortsgemeinde Dasburg im Eifelkreis Bitburg-Prüm in Rheinland-Pfalz. Die offizielle Bezeichnung des Straßenzugs lautet „Auf der Lehmkaul“.

## Geographische Lage
Lehmkaul liegt rund 150 m südöstlich des Hauptortes Dasburg in Tallage. Der Weiler ist ausschließlich von umfangreichem Waldbestand umgeben. Lehmkaul liegt unmittelbar an der Staatsgrenze zu Luxemburg. Der nächstgelegene Grenzübergang befindet sich im Hauptort Dasburg. An den Weiler schließen sich zwei Sportstätten an. Der Weiler besitzt die Struktur eines Sackgassendorfes.

## Geschichte
Im Bereich des heutigen Weilers Lehmkaul wurden Reste von römischen Gebäuden entdeckt. Diese lassen auf eine frühe Besiedlung des Areals schließen.
Der Weiler selbst stammt vermutlich aufgrund der fehlenden historischen Bausubstanz aus neuerer Zeit und ist mittlerweile nahezu mit dem Hauptort Dasburg zusammengewachsen.

## Kultur und Sehenswürdigkeiten

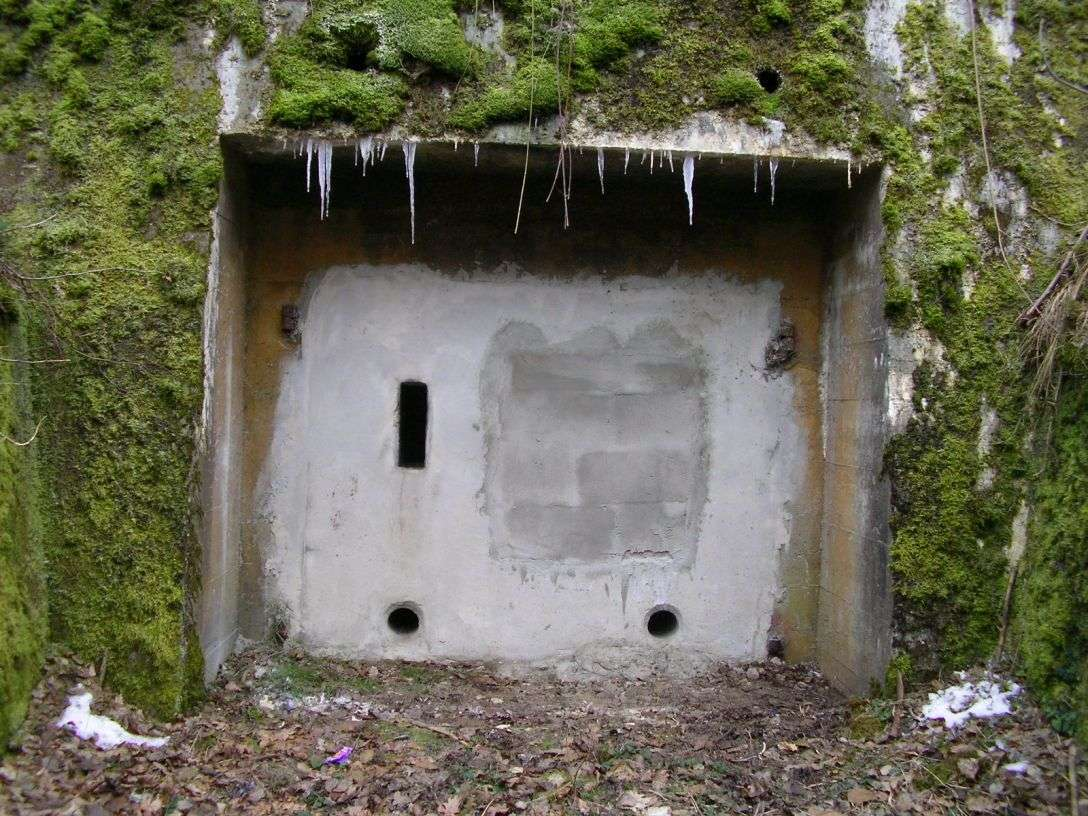
Eingang zum Stollen unterhalb der Burg (heute verschlossen)

### Bunkeranlagen und Stollen
Westlich sowie östlich von Lehmkaul befinden sich insgesamt drei Bunkeranlagen, die Teil des Westwalls waren. Es handelt sich um einen Bunker ohne Kampfraum sowie zwei Panzerabwehrkanonen-Doppelschartenstände. Zudem gibt es unterhalb der Burgruine Dasburg, wenig nordwestlich des Weilers, den Eingang zu einem der beiden Dasburger Stollen.

### Naherholung
Durch Lehmkaul selbst führt kein Wanderweg, das die Straße an einer der Sportstätten endet. Nächstgelegener Wanderweg ist der Rundweg 8 des Naturpark Südeifel. Hierbei handelt es sich um einen rund 10,6 km langen Rundwanderweg, der um Dasburg herum führt. Highlights am Weg sind die Burgruine Dasburg mit mehreren Aussichtspunkten, der historische Ortskern, der Bunkerwanderweg im Ourtal sowie die Rellesmühle (Wohnplatz von Dasburg) mit ihrer Fischtreppe.

## Wirtschaft und Infrastruktur

### Unternehmen
Im Weiler sind ein Maler und Restaurator sowie ein Tiefbau-Unternehmen ansässig.

### Verkehr
Es existiert eine regelmäßige Busverbindung.
Lehmkaul ist durch eine Gemeindestraße erschlossen und liegt direkt an der Bundesstraße 410 von Dasburg in Richtung Daleiden.